# 888 Parysatis
888 Parysatis este un asteroid din centura principală, descoperit pe 2 februarie 1918, de Max Wolf.